# فهرست شرکت‌های هواپیمایی ارزان‌قیمت
این مقاله شامل فهرست شرکت‌های هواپیمایی ارزان‌قیمت در سراسر جهان است.

## آفریقا

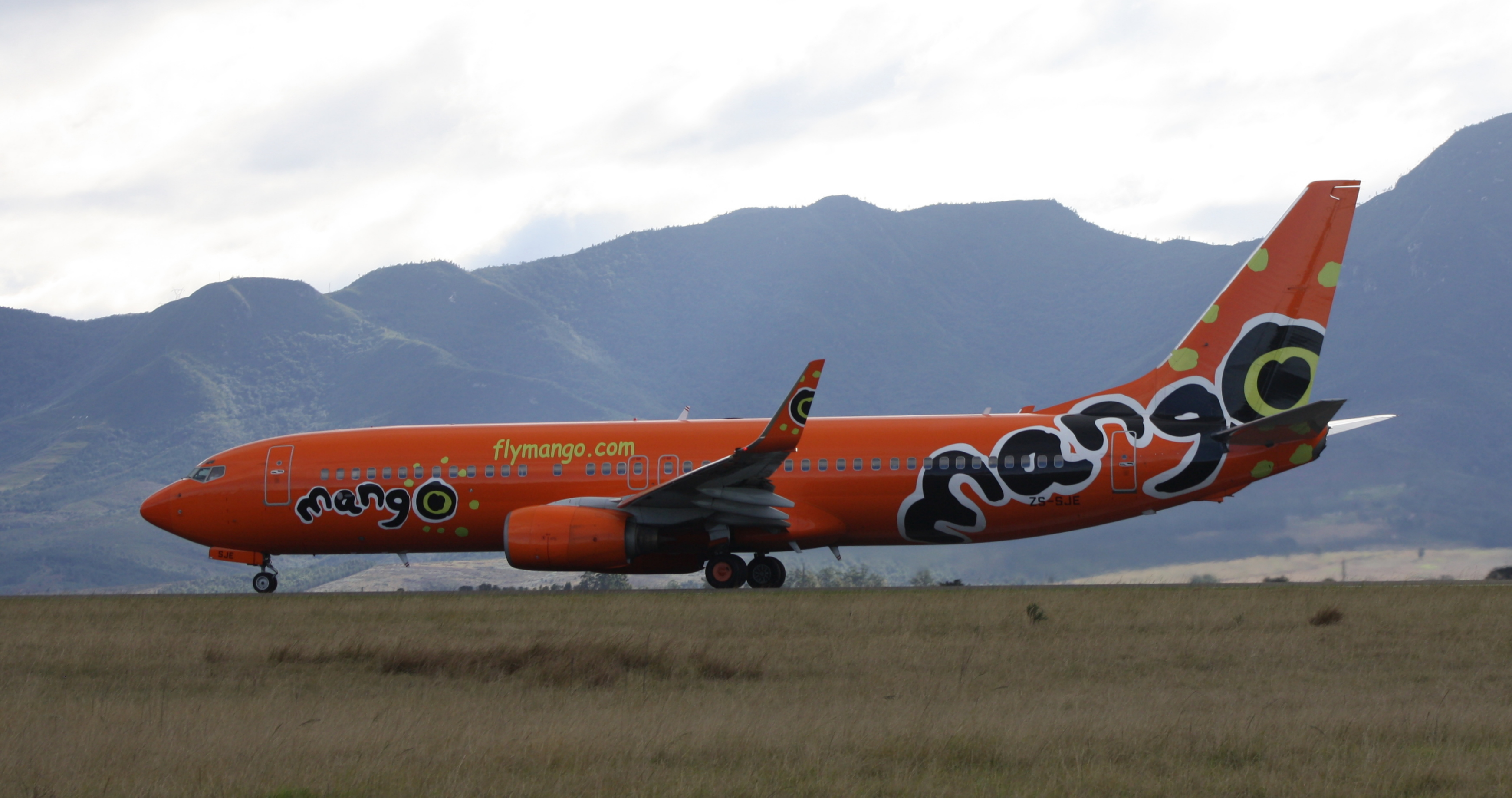
یک فروند بوئینگ ۷۳۷ متعلق به مانگو

| مصر - ایر عربیا اجیپت - ایر قاهره - نیل ایر کنیا - جامبوجت - فلای۵۴۰ مراکش - ایر عربیا مغرب موزامبیک - Fastjet Mozambique |  | آفریقای جنوبی - فلای‌ساف‌ایر - کولولا.کام - مانگو تانزانیا - فست‌جت زیمبابوه - Fastjet Zimbabwe |

## آمریکا

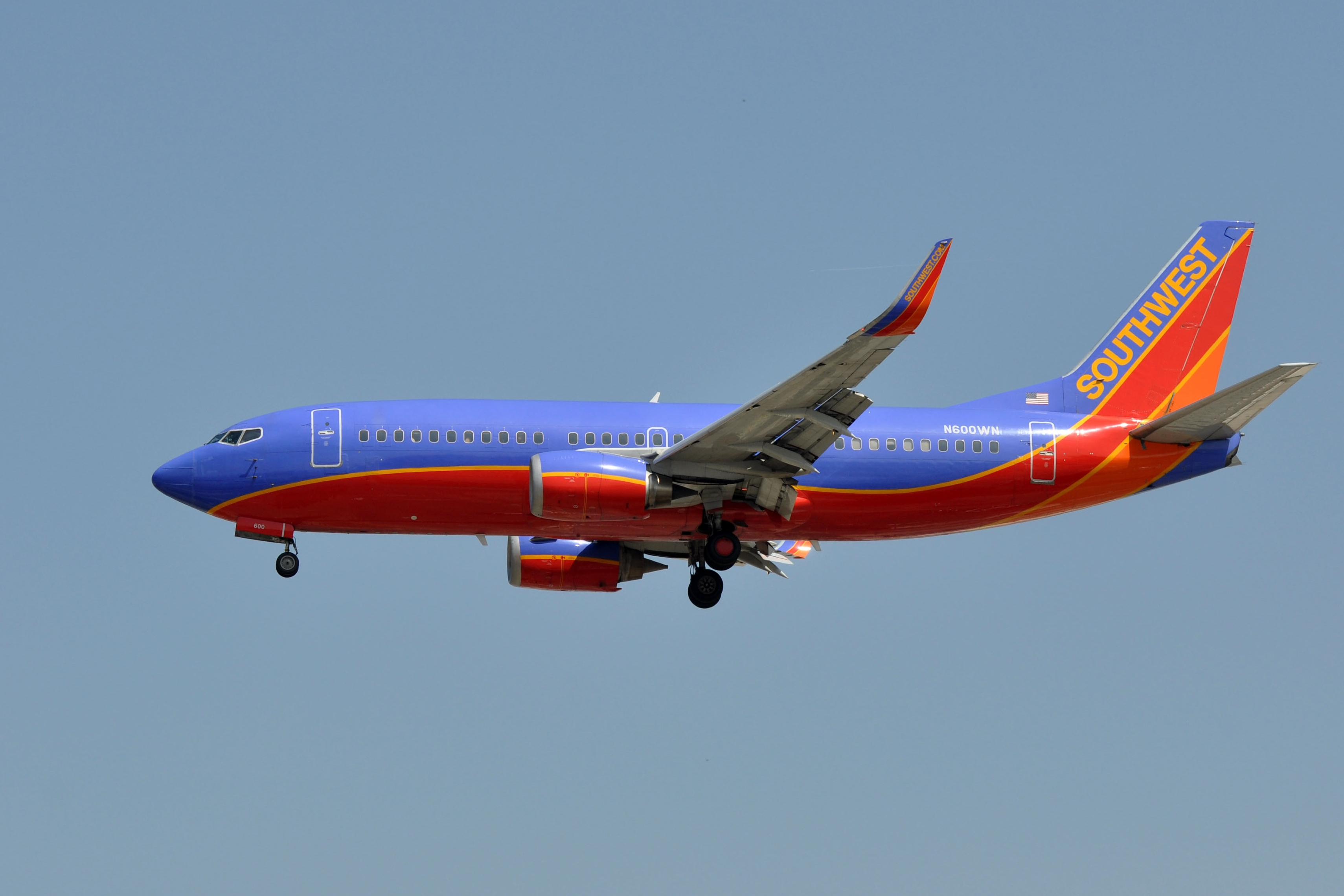
ساوت‌وست ایرلاینز بزرگ‌ترین شرکت هواپیمایی ارزان‌قیمت در جهان است.

| آرژانتین - Flybondi - Norwegian Air Argentina برزیل - آزول برزیلین ایرلاینز - گول ایر ترنسپورت کانادا - ایر کانادا روژ - ایر ترنست - کانادا جت‌لاینز (planned) - فلایر ایرلاینز - سان‌وینگ ایرلاینز - Swoop - وست جت شیلی - اسکای ایرلاین - JetSmart کلمبیا - ایزی‌فلای - ویواکلمبیا - Wingo |  | کاستاریکا - Volaris Costa Rica جمهوری دومینیکن - دومینیکن وینگز هندوراس - EasySky مکزیک - Interjet - ویواآئروبوس - ولاریس پرو - Viva Air Peru ایالات متحده آمریکا - الیجنت ایر - فرانتیر ایرلاینز - جت‌بلو - ساوت‌وست ایرلاینز - اسپیریت ایرلاینز - سان کانتری ایرلاینز |

## آسیا

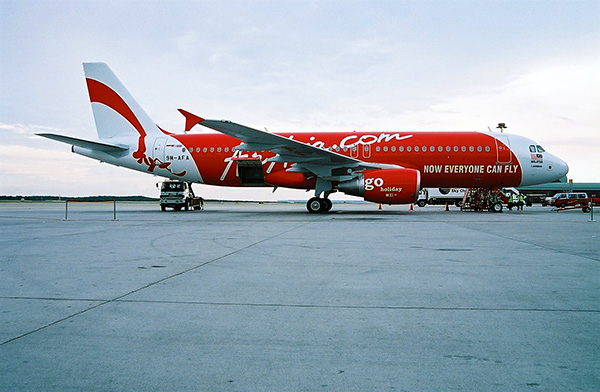
یک فروند ایرباس ای۳۲۰ ایرآسیا در فرودگاه بین‌المللی کوالالامپور. ایرآسیا بزرگ‌ترین شرکت هواپیمایی ارزان‌قیمت قارهٔ آسیا است.

| کامبوج - Lanmei Airlines چین - ۹ ایر - بیجینگ کپیتال ایرلاینز - Colorful Guizhou Airlines - چاینا یونایتد ایرلاینز - Jiangxi Air - لاکی ایر - رویلی ایرلاینز - اسپرینگ ایرلاینز - اورومچی ایر - وست ایر هنگ کنگ - هنگ کنگ اکسپرس هند - ایر ایندیا اکسپرس - ایراژیا هند - گوایر - ایندی‌گو - اسپایس‌جت اندونزی - سیتیلینک - لاین ایر - ایرآسیای اندونزی - اندونزی ایرآسیا ایکس - وینگز ایر ژاپن - AirAsia Japan - جت‌استار ژاپن - هلو - اسکای‌مارک ایرلاینز - سولاسید ایر - اسپرینگ ایرلاینز ژاپن - وانیلا ایر قرقیزستان - پگاسوس اژیا |  | مالزی - ایرآسیا - ایرآسیا ایکس پاکستان - ایربلو فیلیپین - سبگو - سبو پسیفیک - ایراژیا فیلیپینز سنگاپور - جت‌استار آسیا ایرویز - اسکوت کره جنوبی - ایر بوسان - Air Pohang - Air Seoul - ایستار جت - ججو ایر - Jin Air - تی وی ایرلاینز تایوان - تایگرایر تایوان تایلند - Nok Air - نوک‌اسکوت - تای ایرآسیا - تای ایرآسیا ایکس - تای لایون ایر - تای ویت‌جت ایر ویتنام - جت‌استار پسیفیک ایرلاینز - ویت‌جت ایر |  |  |

## خاورمیانه
| اردن - ایر عربیا اردن عمان - سلام ایر |  | عربستان سعودی - فلای‌ناس - فلای‌ادیل امارات متحده عربی - ایر عربیا - فلای‌دبی |

## اروپا

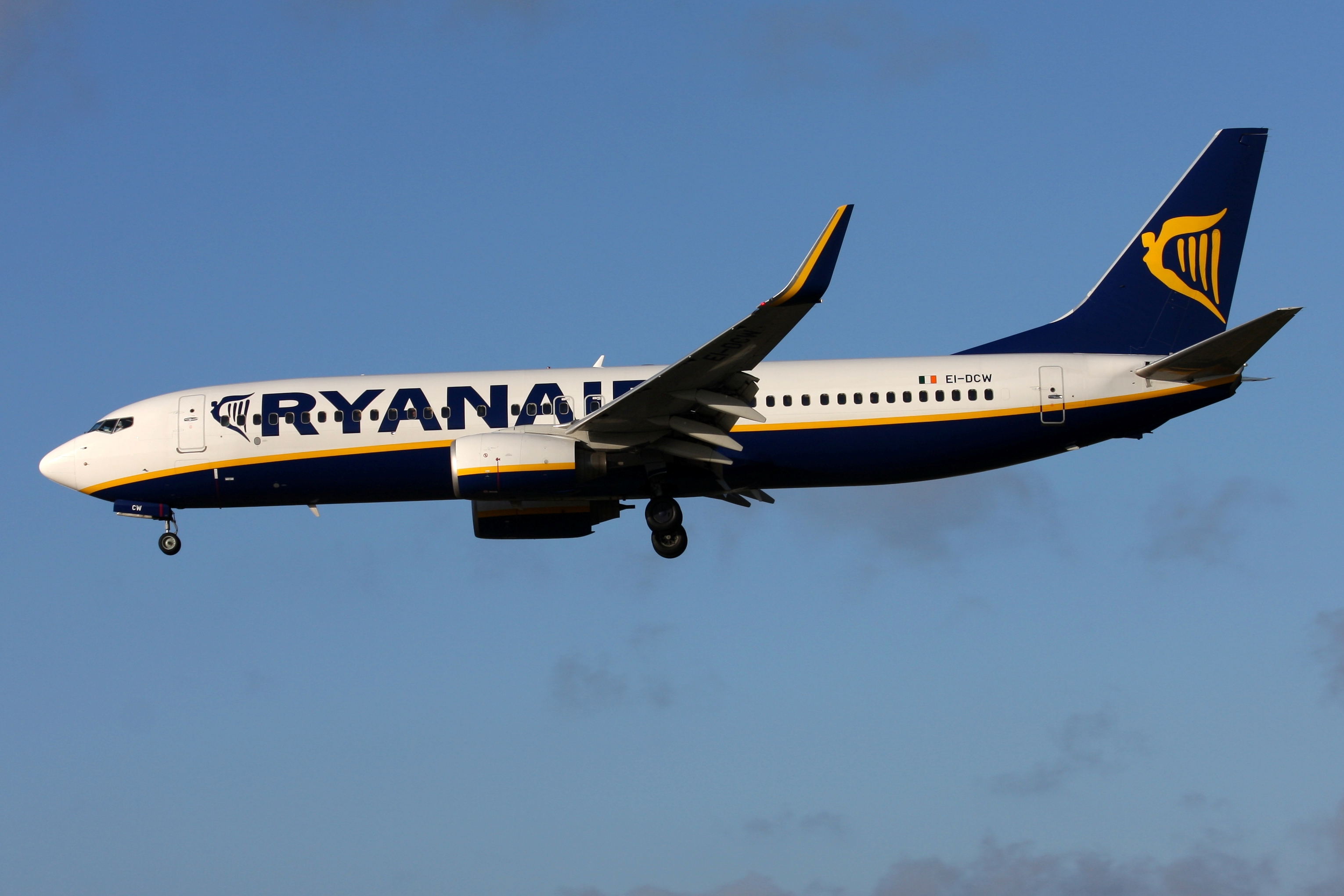
یک فروند Boeing 737-800 متعلق به رایان‌ایر که بزرگ‌ترین شرکت هواپیمایی ارزان‌قیمت در اروپا، و دومین شرکت هواپیمایی ارزان‌قیمت بزرگ در جهان است.

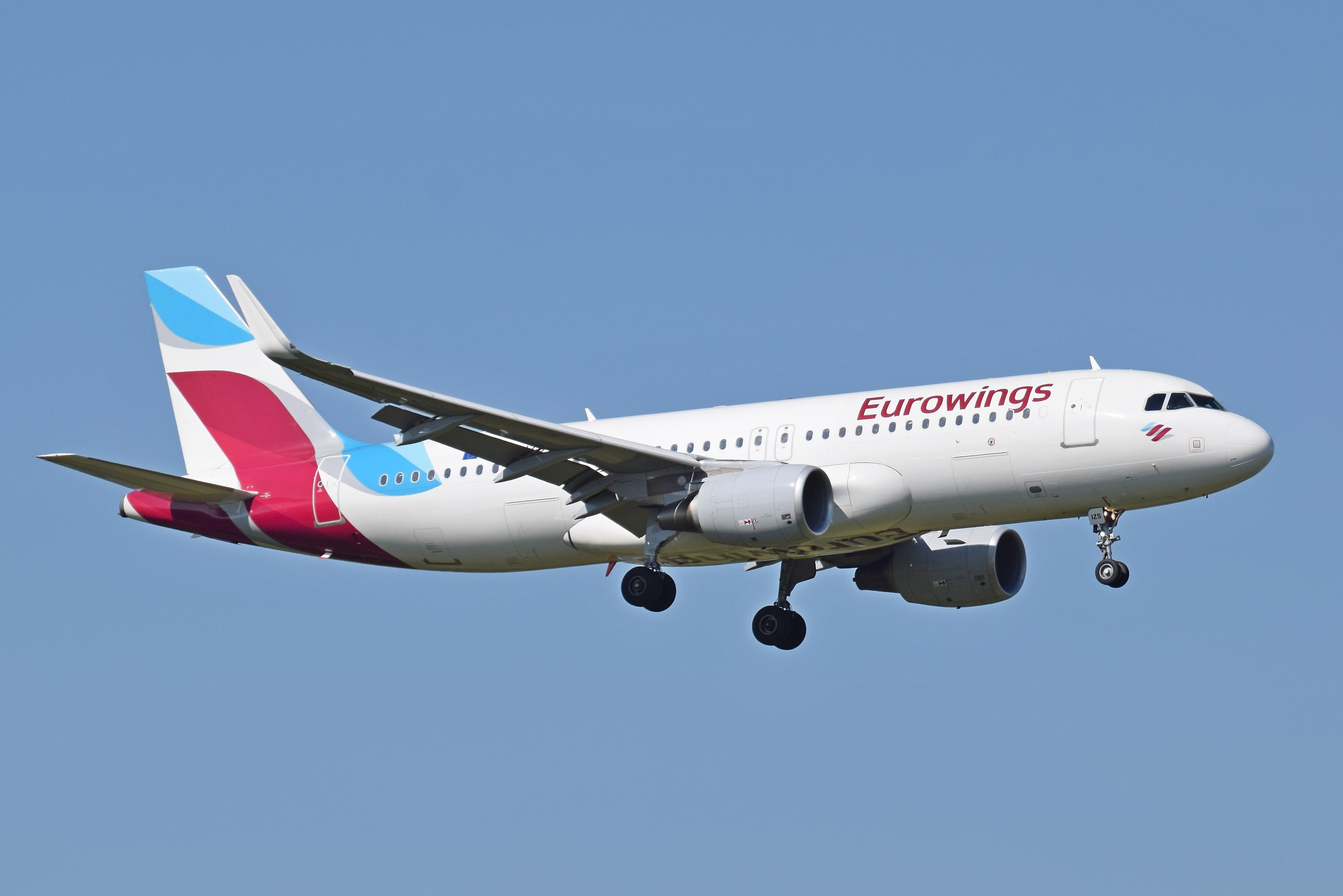
یک فروند ایرباس ای۳۲۰–۲۰۰ متعلق به یورو وینگز

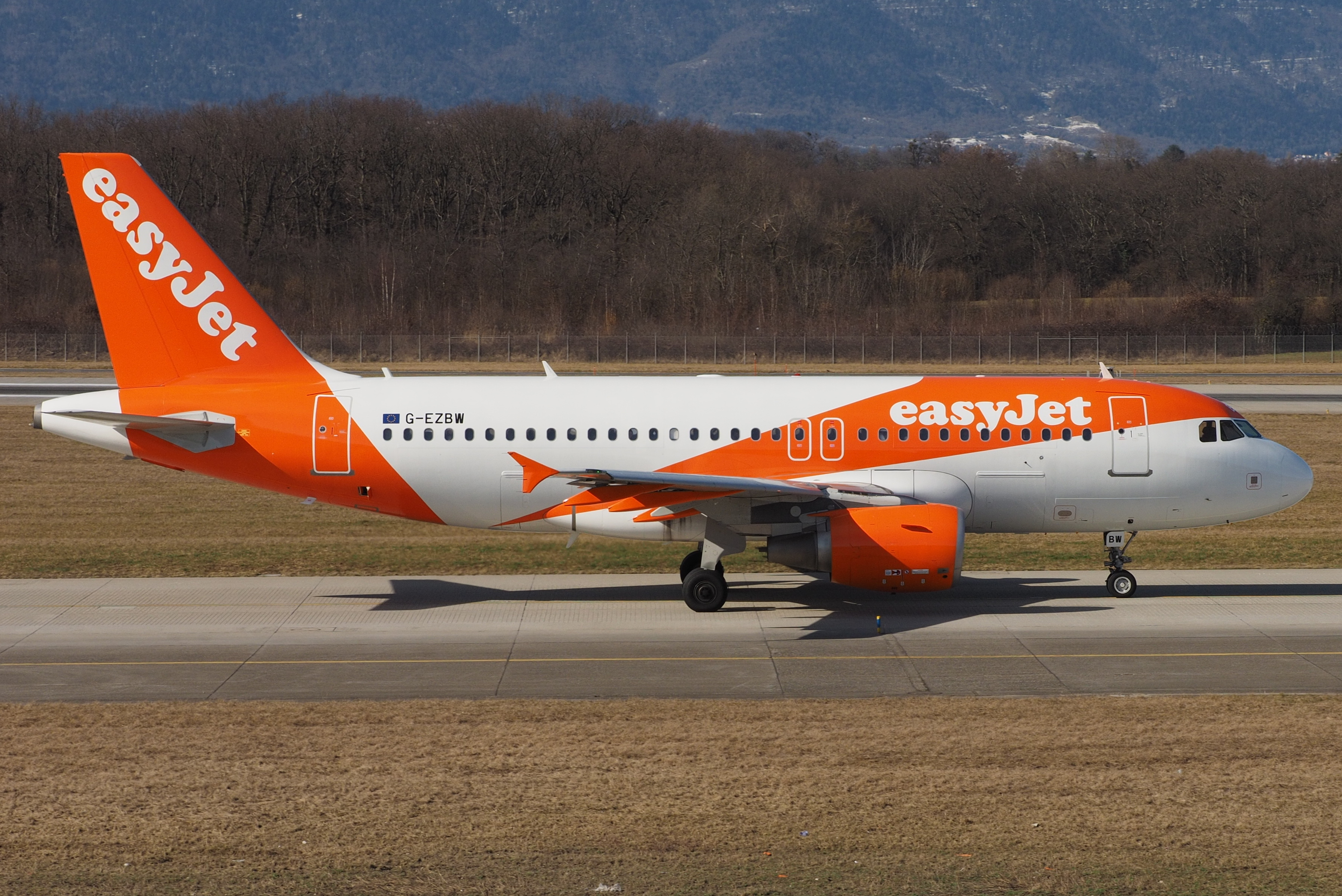
یک فروند ایرباس ای۳۱۹ متعلق به ایزی‌جت، بزرگ‌ترین شرکت هواپیمایی ارزان‌قیمت در بریتانیا

| اتریش - easyJet Europe - Eurowings Europe - Laudamotion جمهوری آذربایجان - بوتا ایرویز جمهوری چک - اسمارت‌وینگز فرانسه - French Bee - ترنسویا فرانس آلمان - یورو وینگز مجارستان - ویز ایر ایسلند - واو ایر جمهوری ایرلند - رایان‌ایر - Norwegian Air International ایتالیا - بلو پاناروما ایرلاینز لتونی - ایربالتیک |  | مولدووا - فلای وان هلند - ترانساویا.کام نروژ - نروجین ایر شاتل رومانی - بلو ایر روسیه - پوبدا اسپانیا - ایبریا اکسپرس - Level - ولوتی - ویولینگ سوئیس - easyJet Switzerland ترکیه - انور ایر - پگاسوس ایرلاینز بریتانیا - ایزی‌جت - فلای‌بی - جت۲.کام - Norwegian Air UK |

## اقیانوسیه
| استرالیا - جت‌استار - تایگرایر استرالیا |

## فهرست بزرگ‌ترین شرکت‌های هواپیمایی ارزان‌قیمت
این بخش شامل فهرست بزرگ‌ترین شرکت‌های هواپیمایی ارزان‌قیمت در جهان است که بر اساس تعداد جابه‌جایی مسافر مرتب شده‌اند. اعداد به میلیون نمایش داده شده‌اند.
| ردیف | شرکت هواپیمایی     | ۲۰۱۵  | ۲۰۱۴  | ۲۰۱۳  | ۲۰۱۲  | ۲۰۱۱  | ۲۰۱۰  | منابع          |
| ---- | ------------------ | ----- | ----- | ----- | ----- | ----- | ----- | -------------- |
| ۱    | ساوت‌وست ایرلاینز   | ۱۴۴٫۶ | ۱۳۵٫۸ | ۱۳۳٫۲ | ۱۳۴٫۰ | ۱۳۵٫۲ | ۱۰۶٫۲ |                |
| ۲    | رایان‌ایر           | ۱۰۱٫۴ | ۸۶٫۴  | ۸۱٫۴  | ۷۹٫۶  | ۷۶٫۴  | ۷۲٫۷  |                |
| ۳    | ایزی‌جت1            | ۶۹٫۹  | ۶۵٫۳  | ۶۱٫۴  | ۵۹٫۲  | ۵۵٫۵  | ۴۹٫۷  |                |
| ۴    | ایرآسیا 2          | ۵۰٫۶  | ۴۵٫۶  | ۴۲٫۶  | ۳۴٫۱  | ۲۹٫۹  | ۲۵٫۷  | [ پیوند مرده ] |
| ۵    | لاین ایر 3         | –     | ۴۵٫۰  | ۳۷٫۹  | ۳۲٫۰  | ۲۷٫۰  | ۲۰٫۵  |                |
| ۶    | گول ایر ترنسپورت 4 | ۳۹٫۱  | ۴۰٫۱  | ۳۶٫۳  | ۳۹٫۲  | ۳۶٫۲  | ۳۲٫۹  |                |
| ۷    | جت‌بلو              | ۳۵٫۱  | ۳۲٫۰  | ۳۰٫۴  | ۲۹٫۰  | ۲۶٫۳  | ۲۴٫۳  |                |
| ۸    | ایندی‌گو            | ۲۹٫۷  | ۲۲٫۸  | ۱۹٫۳  | ۱۵٫۸  | –     | –     |                |
| ۹    | نروجین ایر شاتل    | ۲۵٫۸  | ۲۴٫۰  | ۲۰٫۷  | ۱۷٫۷  | ۱۵٫۷  | ۱۳٫۰  |                |
| ۱۰   | ویولینگ            | ۲۴٫۸  | ۲۱٫۵  | ۱۷٫۲  | ۱۴٫۸  | ۱۲٫۳  | ۱۱٫۰  |                |
| ۱۱   | پگاسوس ایرلاینز    | ۲۲٫۳  | ۱۹٫۷  | ۱۶٫۹  | ۱۳٫۶  | ۱۱٫۳  | ۸٫۶   |                |
| ۱۲   | وست جت             | ۲۰٫۲  | ۱۹٫۶  | ۱۸٫۵  | ۱۷٫۴  | ۱۶٫۰  | ۱۵٫۲  |                |
| ۱۳   | ویز ایر5           | ۱۹٫۲  | ۱۲٫۰  | ۱۱٫۲  | ۹٫۶   | ۷٫۸   | ۵٫۸   |                |
| ۱۴   | سبو پسیفیک 6       | ۱۸٫۴  | ۱۶٫۹  | ۱۴٫۴  | ۱۲٫۳  | ۱۰٫۵  | –     |                |
| ۱۵   | اسپیریت ایرلاینز   | ۱۷٫۹  | ۱۴٫۳  | ۱۲٫۴  | ۱۰٫۴  | ۸٫۵   | ۷٫۰   |                |
| ۱۶   | اسپایس‌جت           | ۱۱٫۷  | ۱۲٫۶  | ۱۱٫۷  | ۹٫۵   | ۸٫۶   | ۶٫۶   |                |
| ۱۷   | الیجنت ایر         | ۹٫۴   | ۸٫۰   | ۷٫۱   | ۶٫۶   | ۶٫۱   | ۵٫۹   |                |
| ۱۸   | فلای‌دبی            | ۹٫۰   | ۷٫۳   | ۶٫۸   | ۵٫۱   | –     | –     |                |
| ۱۹   | فلای‌بی             | –     | ۷٫۷   | ۷٫۵   | ۷٫۶   | ۷٫۲   | ۷٫۲   |                |
| ۲۰   | ویرجین آمریکا      | ۷٫۰   | ۶٫۵   | ۶٫۳   | ۶٫۲   | –     | –     |                |
| ۲۱   | ایر عربیا 7        | –     | ۶٫۸   | ۶٫۱   | ۵٫۳   | ۴٫۷   | ۴٫۵   |                |
| ۲۲   | جت۲.کام            | ۵٫۹   | ۶٫۰   | ۵٫۵   | ۴٫۸   | ۴٫۲   | ۳٫۴   |                |
| ۲۳   | مانگو              | ۲٫۳   | ۱٫۸   | ۱٫۶   | ۱٫۴   | ۱٫۳   | ۱٫۳   |                |
| ۲۴   | Fastjet 8          | ۰٫۸   | ۰٫۶   | ۰٫۴   | <۰٫۱  | –     | –     |                |

توضیحات
- ^  شامل EasyJet Switzerland.
- ^  شامل ایراژیا هند، AirAsia Japan، ایرآسیا ایکس، ایرآسیای اندونزی، اندونزی ایرآسیا ایکس، ایراژیا فیلیپینز، تای ایرآسیا و تای ایرآسیا ایکس.
- ^  شامل باتیک ایر، وینگز ایر، مالیندو ایر و تای لایون ایر.
- ^  شامل گول ایر ترنسپورت و VARIG.
- ^  شامل Wizz Air Ukraine و ویز ایر.
- ^  شامل سبگو.
- ^  شامل ایر عربیا مغرب، ایر عربیا اجیپت و ایر عربیا اردن.
- ^  شامل فست‌جت و Fastjet Zimbabwe.